# Valsonne
Valsonne é uma comuna francesa na região administrativa de Auvérnia-Ródano-Alpes, no departamento de Ródano. Estende-se por uma área de 18,25 km². Em 2010 a comuna tinha 980 habitantes (densidade: 53,7 hab./km²).